# Sandy Scordo
Sandy Scordo est une karatéka française, spécialiste du kata, née le 25 juillet 1985 à Carpentras.

## Palmarès

### Jeux mondiaux
- 2013
  -  Vainqueur des Jeux  pour la discipline Kata à Cali

- 2017
  -  3ieme  des Jeux  pour la discipline Kata à Wroclaw

- 2013
  -  Vainqueur des Jeux  pour la discipline Kata à Saint Pétersbourg

### Championnats du monde de karaté
- 2006
  -  Médaille d'argent pour la discipline Kata aux Championnats du monde Universitaire de karaté 2006 à New York
- 2010
  -  Médaille d'argent pour la discipline Kata aux Championnats du monde universitaire de karaté 2010 à Podgorica Monténégro
- 2012
  -  Médaille de bronze pour la discipline Kata aux Championnats du monde universitaire de karaté 2012 à Bratislava Slovaquie
- 2014
  -  Médaille d'argent pour la discipline Kata aux Championnats du monde de karaté 2014 à Brême
- 2012
  -  Médaille d'argent pour la discipline Kata aux Championnats du monde de karaté 2012 à Paris  France[1], face à Rika Usami.

### Championnats d'Europe de karaté
- 2002
  -  Médaillée de Bronze d’europe ÉQUIPE pour la discipline Kata à Coblence Allemagne
- 2003
  -  Médaille de bronze pour la discipline Kata à Wroclaw Pologne
- 2004
  -  Championne d'Europe Junior pour la discipline Kata à Rijeka
- 2005
  -  Championne d'Europe Junior pour la discipline Kata à Thessalonique
- 2006
  -  Championne d'Europe Junior pour la discipline Kata à Podgorica
- 2009
  -  Médaille de bronze pour la discipline Kata à Zagreb
- 2010
  -  Médaille d'argent pour la discipline Kata à Athènes
- 2011
  -  Médaille d'argent pour la discipline Kata à Zurich
- 2012 
  -  Médaille d'argent à Tenerife lors des Championnats d'Europe de karaté 2012
- 2013
  -  Médaille de bronze pour la discipline Kata à Budapest
- 2014
  -  Médaille de bronze pour la discipline Kata à Tampere
- 2015
  - 5e place pour la discipline Kata en Turquie
- 2016 
  -  Médaille d'argent  pour la discipline Kata à Montpellier lors des Championnats d'Europe de karaté 2016
- 2017
  -  Médaille de bronze pour la discipline Kata à Kocaeli Turquie
- 2017
  -  Vice championne d’europe ÉQUIPE pour la discipline Kata à Kocaeli Turquie

### Jeux européens
- 2015
  -  Médaille d’argent pour la discipline Kata à Bakou[2]

### Coupe de France
- -  Vainqueur de la coupe de France 2000
  -  Vainqueur de la coupe de France 2001
  -  Vainqueur de la coupe de France 2002
  -  Vainqueur de la coupe de France 2003
  -  Vainqueur de la coupe de France 2003 équipe
  -  Vainqueur de la coupe de France 2004
  -  Vainqueur de la coupe de France 2005
  -  3e de la coupe de France 2006
  -  Vainqueur de la coupe de France 2007 équipe
  -  2e de la coupe de France 2008
  -  Vainqueur de la coupe de France 2009
  -  Vainqueur de la coupe de France 2010
  -  Vainqueur de la coupe de France 2011

### Championnats de France
- Championne de France 2000
- Vice-championne de France 2001
- Médaille de bronze 2002
- Championne de France 2003
- Championne de France 2004
- Championne de France 2005
- Vice-championne de France 2006
- Vice-championne de France 2007
- Championne de France 2008
- Championne de France 2009
- Championne de France 2011
- Championne de France 2012
- Vice-championne de France 2013
- Championne de France 2014
- Championne de France 2015
- Vice-championne de France 2016
- Médaille de bronze 2018